# Festival international du film fantastique d'Avoriaz 1983
Le Festival international du film fantastique d'Avoriaz 1983 est le 11e Festival international du film fantastique d'Avoriaz.

## Jury
- George Miller (président)
- Jean-Jacques Annaud
- Luis García Berlanga
- Claude Bolling
- Samuel Fuller
- Dayle Haddon
- Marthe Keller
- Gérard Oury
- Alan J. Pakula
- Pierre-Jean Remy
- Claude Rich
- Ingrid Thulin
- Claude Verlinde
- Andréas Voutsinás

## Sélection

### Compétition
- Androïde (Android) de Aaron Lipstadt ( États-Unis)
- The Appointment de Lindsey C. Vickers ( Royaume-Uni)
- La Belle Captive de Alain Robbe-Grillet ( France)
- Le Camion de la mort (Warlords of the 21st Century) de Harley Cokeliss ( Nouvelle-Zélande)
- Dark Crystal (The Dark Crystal) de Jim Henson et Frank Oz ( États-Unis /  Royaume-Uni)
- Dar l'Invincible (The Beastmaster) de Don Coscarelli ( États-Unis /  Allemagne de l'Ouest)
- Le Démon dans l'île de Francis Leroi ( France)
- Le Dernier Combat de Luc Besson ( France)
- Des endroits sensibles (Czule miejsca) de Piotr Andrejew ( Pologne)
- L'Emprise (The Entity) de Sidney J. Furie ( États-Unis)
- Espèce en voie de disparition (Endangered Species) de Alan Rudolph ( États-Unis)
- Horror Star (Frightmare) de Norman Thaddeus Vane ( États-Unis)
- Le Manoir de la peur (House of the Long Shadows) de Pete Walker ( Royaume-Uni)
- The Imp (Xiong Bang) de Dennis Yu ( Hong Kong)
- Kamikaze 1989 de Wolf Gremm ( Allemagne de l'Ouest)
- Phobia de John Huston ( Canada /  États-Unis)
- Rêves sanglants (The Sender) de Roger Christian ( Royaume-Uni)
- Tygra, la glace et le feu (Fire and Ice) de Ralph Bakshi ( États-Unis)
- Le Vampire de Ferat (Upír z Feratu) de Juraj Herz ( Tchécoslovaquie)

### Hors compétition
- Faster, Pussycat! Kill! Kill! de Russ Meyer ( États-Unis)
- Les Légendes de Sayo (Tôno Monogatari) de Tetsutarō Murano ( Japon)
- Mad Max (version intégrale) de George Miller ( Australie)
- Meurtres en 3 dimensions (Friday the 13th part III) de Steve Miner ( États-Unis)
- Le Prix du danger de Yves Boisset ( France /  Yougoslavie)
- Rottweiler - 3D (Dogs of Hell) de Worth Keeter ( États-Unis)
- Saturday the 14th de Howard R. Cohen ( États-Unis)
- Ténèbres (Tenebrae) de Dario Argento ( Italie)

## Palmarès
- Grand prix : Dark Crystal de Jim Henson et Frank Oz
- Prix spécial du jury : Le Camion de la mort de Harley Cokeliss et Le Dernier Combat de Luc Besson
- Prix d'interprétation : Barbara Hershey dans L'Emprise de Sidney J. Furie
- Prix du suspense : Le Démon dans l'île de Francis Leroi
- Prix de la critique : Le Dernier Combat de Luc Besson
- Antenne d'or : Dar l'Invincible de Don Coscarelli et L'Emprise de Sidney J. Furie